# Província de Shimotsuke
Shimotsuke (下野国 -no kuni) foi uma antiga província do Japão, equivalente à atual prefeitura de Tochigi.

Mapa das províncias japonesas (1868, com a província de Shimotsuke em destaque

A antiga capital da província situava-se próxima à cidade de Tochigi, mas nos tempos feudais o centro principal da província estava perto da atual capital, Utsunomiya. Diferentes partes de Shimotsuke foram dominadas por uma variedade de daimyos menores durante o Período Sengoku.
O túmulo e o santuário de Tokugawa Ieyasu estão localizadas em Nikkō, na província de Shimotsuke.